# Socha svatého Vavřince (Heřmanův Městec)
Barokní pískovcová socha svatého Vavřince od neznámého autora z braunovského okruhu se od roku 1729 nalézá východně od zámeckého parku v rozšíření Pokorného ulice na zeleném ostrůvku uprostřed komunikace ve městě Heřmanův Městec v okrese Chrudim. Socha je od 24. ledna 1964 chráněna jako nemovitá kulturní památka ČR.

## Popis
Na zeleném prostranství v Pokorného ulici v Heřmanově Městci stojí na pískovcovém základě nízký, hranolový, nahoře profilováním okosený podstavec.
Na tomto podstavci stojí užší pilíř s boky ozdobenými volutami a nahoře zakončený profilovanou římsou. Čelní stranu pilíře zdobí kartuše orámovaná ratolestmi s vytesaným latinským nápisem s chronogramem 1729: „DIvVs LaVrentIVs PatronVs Noster ab Igne teMporaLI et aeterno nos ConserVet“. Na zadní straně pilíře je vytesán další dedikační latinský nápis: „ISTA STATVA EXPENSIS IOANNIS IOSEPH COMITING DESPORK ERECTA EVIT. 1729 - 1832“.
Na římse stojí na nízkém profilovaném podstavci socha svatého Vavřince v mírně nadživotní velikosti. Světec opřený o rošt stojí v pokleku na oblaku oděný v řasnatém rouchu s pozlacenou palmovou ratolestí v levé ruce. U nohou je v oblaku vytesána hlavička andílka.
V roce 2016 proběhla celková renovace sochy.

## Galerie

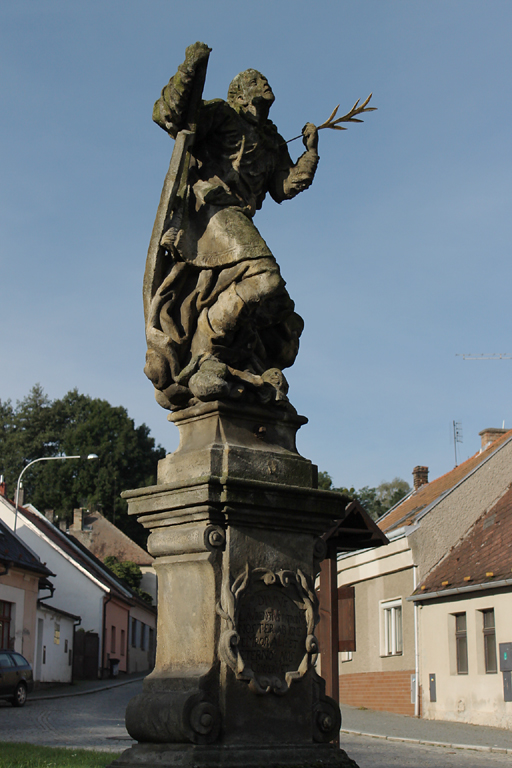
Socha svatého Vavřince, stav 2014
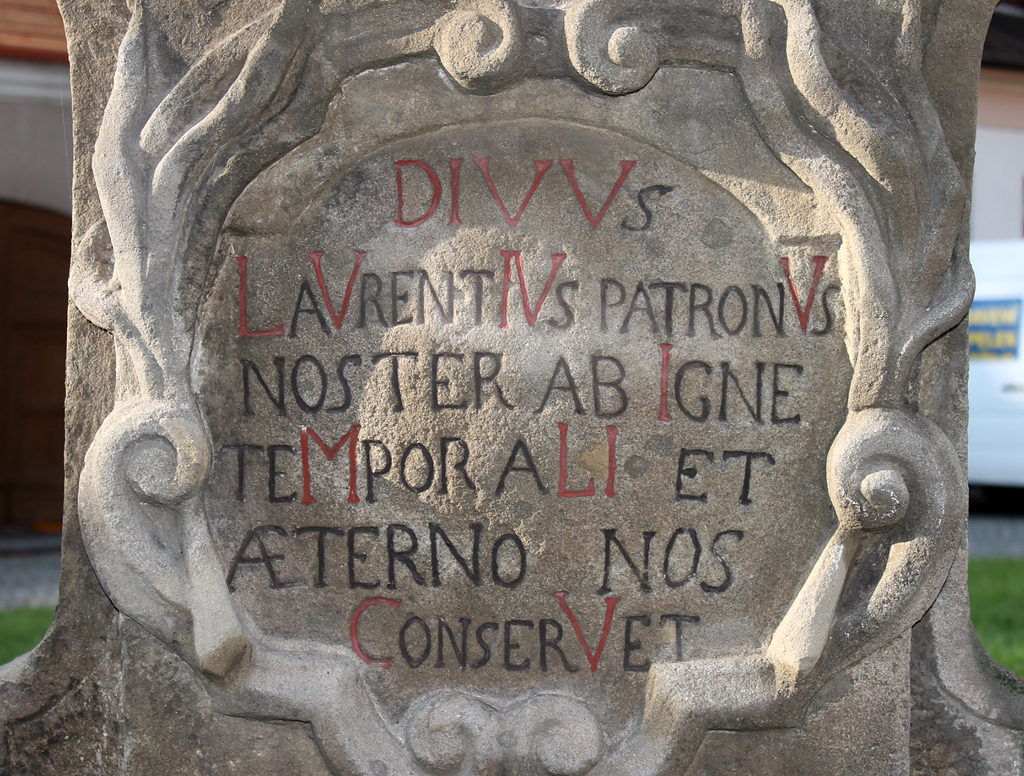
Detail chronogramu na soše svatého Vavřince